# مركز السديره
مركز السديره أحد المراكز الادارية التابعة لمحافظة الطائف جنوب منطقة مكة المكرمة بالمملكة العربية السعودية.

## المركز
يبعد المركز عن محافظة الطائف 70 كيلو متر بإتجاه الجنوب الشرقي، نوع الطريق أسفلت. خدمات التعليم: يوجد في المركز ستة مدارس هي مدرسة  سديره الابتدائية ومدرسة  سديره المتوسطة ومدرسة  سديره الثانوية (بنين)، مدارس هي مدرسة  سديره الابتدائية ومدرسة  سديره المتوسطة ومدرسة  سديره الثانوية (بنات). كما يوجد في المركز مركز سديره للرعاية الصحية الأولية. بالإضافة لمركز إداري وشرطة وكهرباء عامة وخدمة بلدية وخدمة بريد وهاتف دوائر حكومية وبث تلفزيوني. يتبع للمركز عدد من القرى:
- مرفوض.
- الخرايق (الحمادين).
- النير.
- كلاخ.
- شراعان.
- شقصان.
- زعفران.
- أوقح (العوله).